# Deutsche Leichtathletik-Hallenmeisterschaften 2011
Die 58. Deutschen Leichtathletik-Hallenmeisterschaften fanden vom 26. bis 27. Februar 2011 in Leipzig statt. Zum vierten Mal war Leipzig Gastgeber.

## Ausgelagerte Wettbewerbe
Die Mehrkämpfe wurden am 29. und 30. Januar in der Leichtathletikhalle Frankfurt-Kalbach bei den Deutschen Hallenmehrkampfmeisterschaften ausgetragen. Die 3-mal-1000-Meter-Staffeln konkurrierten am 20. Februar im Rahmen der Deutschen Jugendhallenmeisterschaften in Leverkusen.

## Medaillengewinner

### Frauen
| Disziplin      | Gold                                                                              | Leistung     | Silber                                                                    | Leistung     | Bronze                                                                     | Leistung     |
| -------------- | --------------------------------------------------------------------------------- | ------------ | ------------------------------------------------------------------------- | ------------ | -------------------------------------------------------------------------- | ------------ |
| 60 m           | Verena Sailer (MTG Mannheim)                                                      | 7,28 s       | Leena Günther (LT DSHS Köln)                                              | 7,34 s       | Christina Haack (TV Gladbeck)                                              | 7,40 s       |
| 200 m          | Christina Haack (TV Gladbeck)                                                     | 23,44 s      | Mareike Peters (TSV Bayer 04 Leverkusen)                                  | 23,93 s      | Sara Jäpel (Dresdner SC)                                                   | 23,97 s      |
| 400 m          | Janin Lindenberg (SC Magdeburg)                                                   | 52,91 s      | Claudia Hoffmann (SC Potsdam)                                             | 53,14 s      | Larissa Kettenis (SV Saar 05 Saarbrücken)                                  | 53,69 s      |
| 800 m          | Jana Hartmann (LG Olympia Dortmund)                                               | 2:09,40 min  | Hanna Klein (LCO Edenkoben)                                               | 2:09,70 min  | Karoline Pilawa (LG Stadtwerke München)                                    | 2:10,10 min  |
| 1500 m         | Denise Krebs (TV Wattenscheid 01)                                                 | 4:16,77 min  | Diana Sujew (SC Potsdam)                                                  | 4:17,89 min  | Annett Horna (TSV Bayer 04 Leverkusen)                                     | 4:17,91 min  |
| 3000 m         | Maren Kock (LG Emstal Dörpen)                                                     | 9:27,33 min  | Corinna Harrer (LG Telis Finanz Regensburg)                               | 9:27,36 min  | Veronica Pohl (TSV Bayer 04 Leverkusen)                                    | 9:30,00 min  |
| 60 m Hürden    | Carolin Nytra (MTG Mannheim)                                                      | 7,93 s       | Cindy Roleder (LAZ Leipzig)                                               | 8,03 s       | Nadine Hildebrand (LAZ Salamander Kornwestheim/Ludwigsburg)                | 8,12 s       |
| 4 × 200 m      | TSV Bayer 04 LeverkusenMareike Peters Julia Förster Jennifer Oeser Wiebke Ullmann | 1:37,03 min  | LT DSHS KölnMalena Richter Lara Hoffmann Leena Günther Kim Carina Schmidt | 1:37,55 min  | LG Olympia DortmundStefanie Pähler Carolin Strophff Ina Thimm Janina Balke | 1:39,20 min  |
| 3000 m Gehen   | Sabine Krantz (TV Wattenscheid 01)                                                | 12:18,12 min | Melanie Seeger (SC Potsdam)                                               | 12:31,43 min | Charlyne Czychy (SC Potsdam)                                               | 13:05,76 min |
| Hochsprung     | Marie-Laurence Jungfleisch (LAZ Salamander Kornwestheim/Ludwigsburg)              | 1,88 m       | Annett Engel (SC Potsdam)                                                 | 1,80 m       | Melina Brenner (LG Wipperfürth)                                            | 1,80 m       |
| Stabhochsprung | Lisa Ryzih (ABC Ludwigshafen)                                                     | 4,65 m       | Kristina Gadschiew (LAZ Zweibrücken)                                      | 4,60 m       | Martina Strutz (ESV 48 Hagenow)                                            | 4,55 m       |
| Weitsprung     | Michelle Weitzel (LG Telis Finanz Regensburg)                                     | 6,61 m       | Anika Leipold (Hamburger SV)                                              | 6,50 m       | Nadja Käther (Hamburger SV)                                                | 6,42 m       |
| Dreisprung     | Katja Demut (TuS Jena)                                                            | 14,20 m      | Jenny Elbe (Dresdner SC)                                                  | 13,75 m      | Maike Nieklauson (TuS Jena)                                                | 13,40 m      |
| Kugelstoßen    | Christina Schwanitz (LV 90 Thum)                                                  | 18,87 m      | Josephine Terlecki (SC Magdeburg)                                         | 17,76 m      | Sophie Kleeberg (LV 90 Thum)                                               | 17,57 m      |
| Fünfkampf      | Claudia Rath (LG Eintracht Frankfurt)                                             | 4339 Punkte  | Xenia Rahn (MTV Hanstedt)                                                 | 3965 Punkte  | Stefanie Saumweber (SSV Ulm 1846)                                          | 3828 Punkte  |

### Männer
| Disziplin      | Gold                                                                               | Leistung     | Silber                                                                  | Leistung     | Bronze                                                                                    | Leistung     |
| -------------- | ---------------------------------------------------------------------------------- | ------------ | ----------------------------------------------------------------------- | ------------ | ----------------------------------------------------------------------------------------- | ------------ |
| 60 m           | Christian Blum (TV Wattenscheid 01)                                                | 6,63 s       | Martin Keller (LAC Erdgas Chemnitz)                                     | 6,65 s       | Lucas Jakubczyk (SC Charlottenburg)                                                       | 6,70 s       |
| 200 m          | Sebastian Ernst (TV Wattenscheid 01)                                               | 20,42 s      | Alexander Kosenkow (TV Wattenscheid 01)                                 | 20,65 s      | Robert Hering (TuS Jena)                                                                  | 21,00 s      |
| 400 m          | Thomas Schneider (SC Potsdam)                                                      | 46,19 s      | David Gollnow (TSV 1862 Erding)                                         | 46,89 s      | Miguel Rigau (LT DSHS Köln)                                                               | 46,96 s      |
| 800 m          | Sören Ludolph (LG Braunschweig)                                                    | 1:48,95 min  | Sebastian Keiner (Erfurter LAC)                                         | 1:49,02 min  | Oliver Vogel (SC Magdeburg)                                                               | 1:49,77 min  |
| 1500 m         | Florian Orth (LG Telis Finanz Regensburg)                                          | 3:51,13 min  | Carsten Schlangen (LG Nord Berlin)                                      | 3:51,35 min  | Christoph Lohse (TV Wattenscheid 01)                                                      | 3:51,42 min  |
| 3000 m         | Jonas Hamm (LG Braunschweig)                                                       | 8:05,53 min  | Rico Schwarz (ASV Erfurt)                                               | 8:06,70 min  | Richard Ringer (VfB LC Friedrichshafen)                                                   | 8:07,00 min  |
| 60 m Hürden    | Gregor Traber (LAV asics Tübingen)                                                 | 7,75 s       | Helge Schwarzer (Hamburger SV)                                          | 7,77 s       | David Filipowski (TV Wattenscheid 01)                                                     | 7,78 s       |
| 4 × 200 m      | TV Wattenscheid 01Sebastian Ernst Alexander Kosenkow Alwin Flohr Christian Blum    | 1:24,35 min  | SC CharlottenburgLucas Jakubczyk Eric Franke George Petzold Sven Buggel | 1:25,66 min  | TV GladbeckSebastian Fricke Matthias Bos Kevin Sellke Moritz Seidel                       | 1:26,66 min  |
| 4 × 400 m      | TV Wattenscheid 01Alexander Meisolle Sascha Jan Eder Andreas Jenk Bastian Swillims | 3:14,08 min  | LT DSHS KölnTorben Bieler Felix Krauß Jan Mössing Miguel Rigau          | 3:15,02 min  | LAZ Puma Troisdorf/SiegburgBennet Steudel Philipp Lorber Patrick Müller Christian Heimann | 3:17,97 min  |
| 3 × 1000 m     | TV Wattenscheid 01Alexander Ide Christian Glatting Christoph Lohse                 | 7:11,09 min  | LG Nord BerlinMerlin Rose Johannes Riewe Carsten Schlangen              | 7:14,82 min  | StG Magdeburg-HalleTim Jurich Ronny Heck Oliver Vogel                                     | 7:15,48 min  |
| 5000 m Gehen   | Christopher Linke (SC Potsdam)                                                     | 19:19,45 min | Carsten Schmidt (SC Charlottenburg)                                     | 19:31,35 min | Nils Christopher Gloger (SC Potsdam)                                                      | 20:31,59 min |
| Hochsprung     | Raúl Spank (Dresdner SC)                                                           | 2,30 m       | Tim Riedel (TV Wattenscheid 01)                                         | 2,22 m       | Sven Tarnowski (TV Rheinfelden)                                                           | 2,15 m       |
| Stabhochsprung | Malte Mohr (LG Stadtwerke München)                                                 | 5,65 m       | Tim Lobinger (LG Stadtwerke München)                                    | 5,60 m       | Karsten Dilla (LAV Bayer Uerdingen/Dormagen)                                              | 5,50 m       |
| Weitsprung     | Sebastian Bayer (Hamburger SV)                                                     | 8,02 m       | Nils Winter (Buxtehuder SV)                                             | 7,92 m       | Alyn Camara (TSV Bayer 04 Leverkusen)                                                     | 7,86 m       |
| Dreisprung     | Andreas Pohle (ASV Erfurt)                                                         | 16,01 m      | Daniel Kohle (LG Ratio Münster)                                         | 15,68 m      | Martin Seiler (ABC Ludwigshafen)                                                          | 15,49 m      |
| Kugelstoßen    | David Storl (LAC Erdgas Chemnitz)                                                  | 20,70 m      | Ralf Bartels (SC Neubrandenburg)                                        | 20,68 m      | Marco Schmidt (VfL Sindelfingen)                                                          | 20,41 m      |
| Siebenkampf    | Lars Albert (LAC Elm)                                                              | 5777 Punkte  | Simon Hechler (LT Saar)                                                 | 5710 Punkte  | Rico Freimuth (Hallesche LF)                                                              | 5581 Punkte  |